# Leucospermum secundifolium
Leucospermum secundifolium är en tvåhjärtbladig växtart som beskrevs av Rourke. Leucospermum secundifolium ingår i släktet Leucospermum och familjen Proteaceae. Inga underarter finns listade i Catalogue of Life.